# Dispositivo di occultamento
In molte ambientazioni fantascientifiche, un dispositivo di occultamento (cloaking device in inglese) è un dispositivo immaginario che consente di rendere completamente invisibile ed estremamente difficile da rilevare attraverso sensori una persona o un oggetto (di solito un'astronave). L'occultamento si può considerare come la versione avanzata e futuristica delle tecnologie impiegate per la realizzazione di velivoli stealth, nonché una versione moderna del tema fantastico dell'invisibilità.

## Star Trek
La tecnologia dell'occultamento ha un ruolo importante nell'universo di Star Trek, dove appare per la prima volta nella serie classica. Inizialmente viene presentata come una tecnologia sviluppata e utilizzata solo dagli antagonisti Romulani, ma in seguito essa appare essere nelle mani anche dei Klingon e di altre specie. Una nave federale, la USS Defiant, monterà un dispositivo di questo tipo nel XXIV secolo durante la guerra del Dominio.

## Guerre stellari
Nell'universo di Guerre stellari, l'occultamento viene spesso citato ma non viene usato in nessuno dei film della serie (ha invece un qualche ruolo in alcuni dei videogiochi legati alla serie, come Rebel Assault 2).

## Altri
Fra gli altri contesti in cui compaiono dispositivi di occultamento si possono citare:
- Il film Predator (con i seguiti Predator 2 , Alien vs. Predator e Aliens vs. Predator 2), in cui il personaggio che dà il titolo alla pellicola è un mostruoso predatore extraterrestre celato da un dispositivo di occultamento
- la serie televisiva Doctor Who
- la serie Metal Gear
- la serie televisiva Stargate SG-1
- molti videogiochi, tra cui Total Annihilation, StarCraft, diversi episodi della serie Command & Conquer e tutti i giochi della serie Crysis.